# Variophon

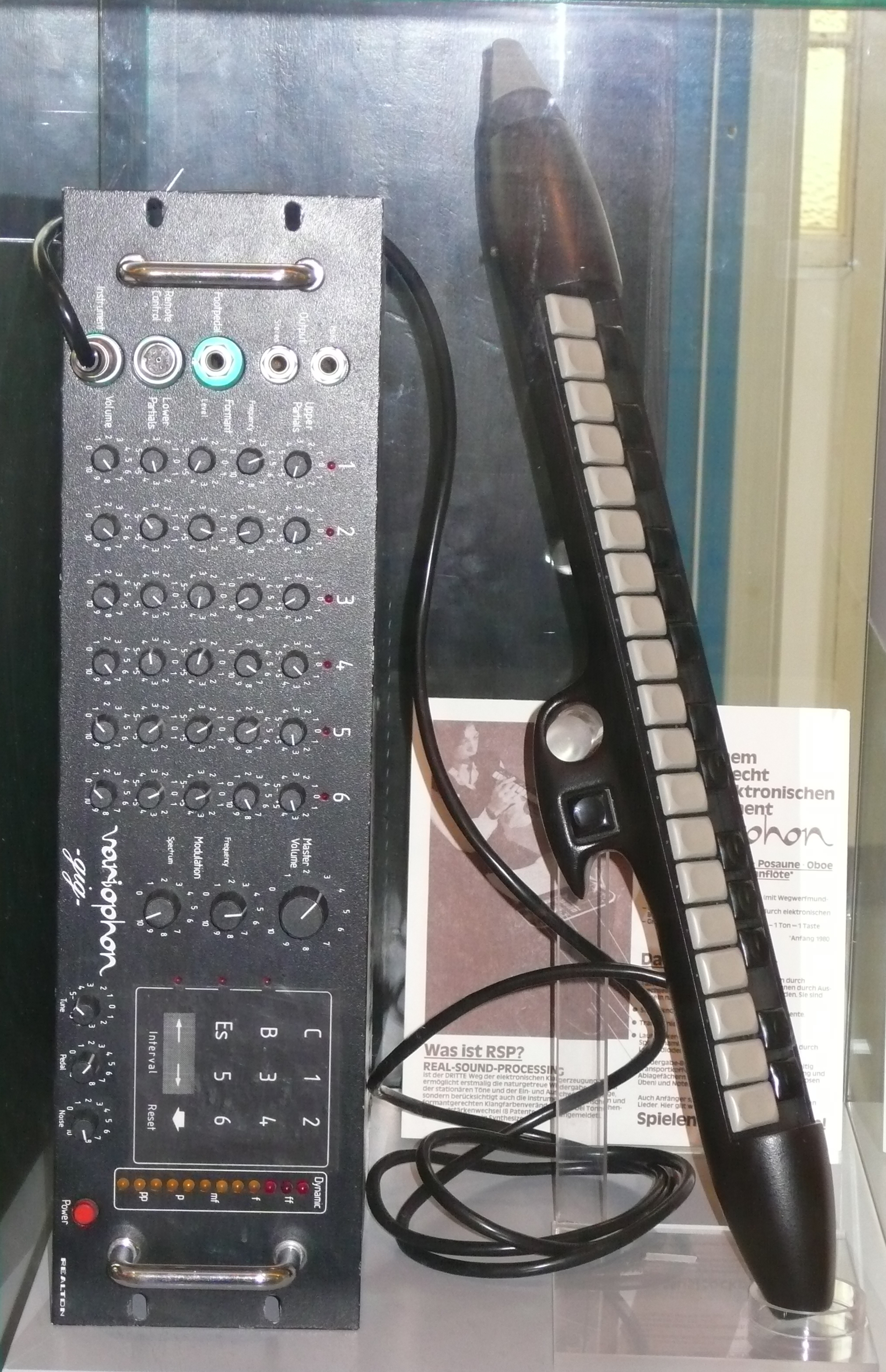
Variophon

Das Variophon ist ein Blasinstrumenten-Synthesizer, der in den 1970/80er Jahren am musikwissenschaftlichen Institut der Uni Köln entwickelt und 1981 von der Firma Realton in Euskirchen gebaut wurde.

## Prinzip
Es basiert auf dem damals neuartigen Synthesizerprinzip der Impulsformung. Demnach ist jeder Blasmusikklang auf seine Anregungsimpulse (Schwingungen der angeregten Rohrblätter oder Lippen) zurückzuführen. Das Variophon war damals die Antwort auf die grundlegende Frage, wie die Klangfarbe von Instrumenten gebildet wird und warum die Klangfarbengesetze so funktionieren.
Mit dem als elektronisches Blasinstrument bezeichneten Variophon ließen sich Saxophon, Trompete, Posaune, Oboe, Klarinette, Fagott oder Panflöte in ihrer jeweiligen Klangart erzeugen.

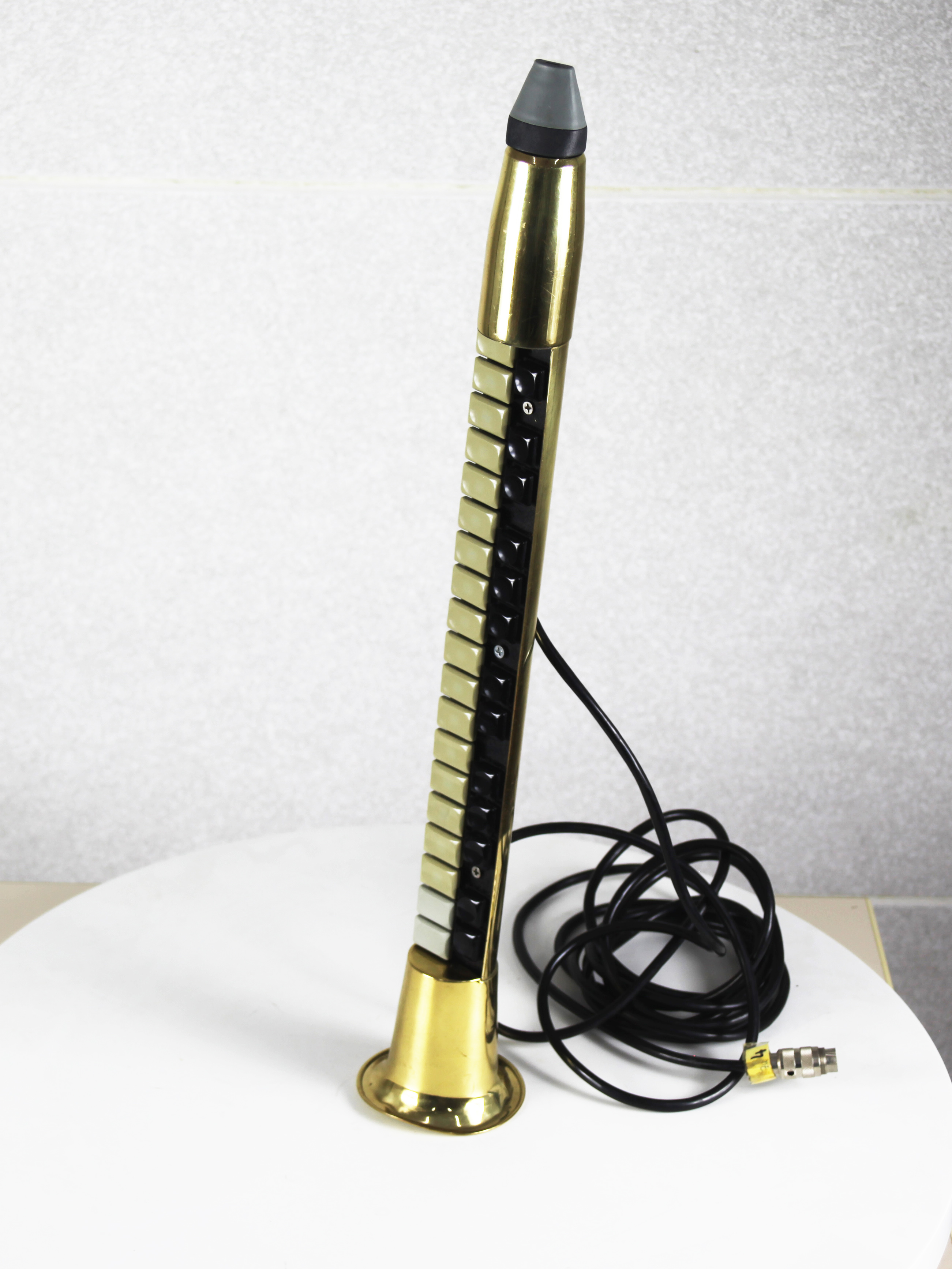
Variophon-Blaswandler zum Anschluss an ein Variophon spot, gig oder standard (Realton, Euskirchen, frühe 1980er Jahre)